# فرخنده محتاج
فرخنده محتاج بازیکن فوتبال اهل افغانستان است. وی از بازیکنان تیم ملی فوتبال زنان افغانستان نیز به‌شمار می‌رود.

## زندگی‌نامه
فرخنده محتاج در سال ۲۰۰۰ در زمانی که دو سال داشت، به‌همراه خانواده‌اش، به انتاریو، کالیفرنیا در ایالات متحده آمریکا مهاجرت کرد.